# Liceu (clássico)

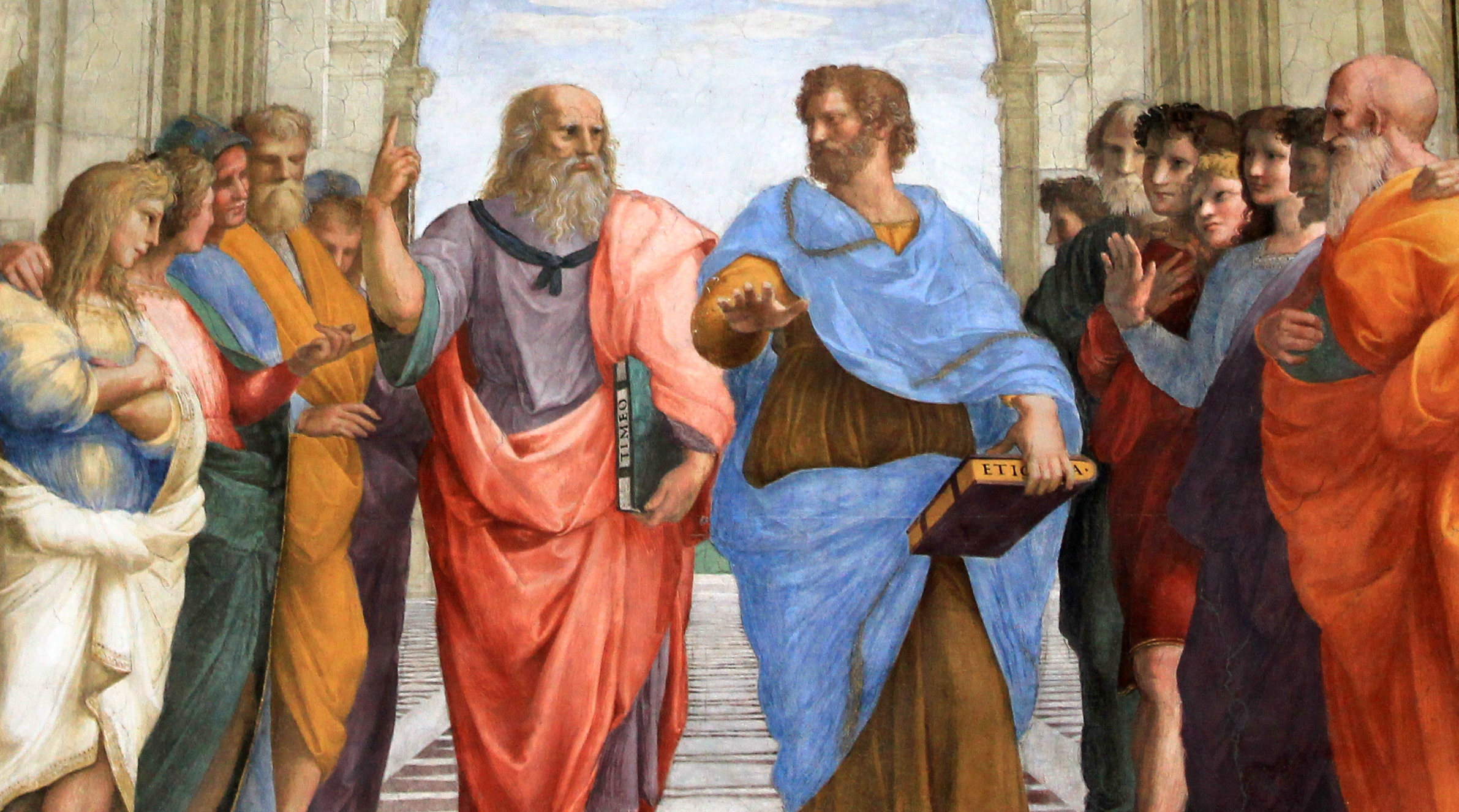
Platão e Aristóteles caminhando e debatendo. Detalhe de A Escola de Atenas de Rafael (1509–1511)

O Liceu (em grego clássico: Λύκειον) era um templo em Atenas dedicado a Apolo Lício (“Apolo, o deus-lobo”).
Ficou mais conhecido pela Escola peripatética de filosofia, fundada ali por Aristóteles em 334 a.C. Aristóteles fugiu de Atenas em 323 a.C., e a universidade continuou a funcionar após sua morte, liderada por vários sucessores, até que o general romano Sula a destruiu durante o cerco a Atenas em 86 a.C.
Os restos do Liceu foram descobertos na Atenas moderna em 1996, em um parque atrás do Parlamento Helênico.

## O Liceu
O Liceu já era usado para debates filosóficos muito antes de Aristóteles. Filósofos como Pródico de Ceos, Protágoras e vários rapsodos palestraram lá. Os filósofos mais famosos a ensinar ali foram Isócrates, Platão (da Academia) e o mais conhecido professor ateniense, Sócrates. Além do treinamento militar e das atividades educativas, o Liceu também abrigou reuniões da Assembleia ateniense antes de o Pnyx tornar-se o local oficial de encontro no século V a.C. Práticas cultuais de vários grupos também ocorriam no Liceu.
O Liceu foi nomeado em homenagem ao deus grego Apolo Lício. Inicialmente, um santuário dedicado ao culto de Lício, mais tarde tornou-se uma área pública de exercício, com a construção posterior de um ginásio. Não se sabe quando esse culto foi introduzido em Atenas nem quando o Liceu se tornou o santuário.
O Liceu localizava-se fora e a leste dos muros de Atenas. Tornou-se famoso como centro de educação, mas foi usado para inúmeras outras atividades, incluindo reuniões da assembleia ateniense, práticas cultuais e exercícios militares. Por precisar servir a múltiplos propósitos, foram desenvolvidas estruturas específicas para acomodar as diversas atividades. O local possuía muitas áreas abertas e arborizadas, sendo delimitado, ao sul, pelo rio Ilissus e, ao norte, pelo monte Lykabettus. Havia diversas estradas ligando o Liceu à cidade e arredores. As construções foram se multiplicando do século VI a.C. ao século VI d.C. Acredita-se que o Liceu se estendia, ao norte, possivelmente até a atual praça de Kolonaki, ao sul até o rio Ilissos; a leste pelos atuais jardins nacionais, e o muro da cidade, próximo ao atual Bulevar da Amália, era o limite ocidental.
O Liceu é mencionado em diversas obras literárias antigas, incluindo escritos de Platão, Estrabão e Xenofonte. Platão fala do Liceu em seu diálogo Lísis, descrevendo Sócrates caminhando da academia ao Liceu para encontrar seus amigos Hípotalas e Ctesipo próximo à fonte de Panops. Estrabão menciona a mesma fonte e diz que ela fica perto do Liceu e do rio Ilissus, que corre de cima de Agrai até o Liceu. Por fim, Xenofonte relata que o Liceu serviu de ponto de encontro para as tropas atenienses quando os espartanos invadiram a cidade a partir do leste, indo até seu acampamento em Decélia.
No Liceu havia áreas para diferentes finalidades: apodyterion, dromoi, peripatetic, palastra e ginásio. O apodyterion era uma sala de troca de roupas, parte do ginásio ou da palestria. Os dromoi e peripatoi eram estradas que iam de leste a oeste, passando pela atual Praça Syntagma e o prédio do Parlamento. A palaistra, uma escola de luta livre, foi cenário para o diálogo Euthydemus de Platão. Desempenhava três funções: área de treinamento, lugar para práticas cultuais e ponto de encontro para discussões filosóficas. O ginásio foi reparado nos anos 330 a.C., mas acredita-se que tenha sido originalmente construído por Péricles no século V ou Pisístrato no século VI a.C.
O Liceu foi empregado como local para discussão filosófica antes da fundação da escola de Aristóteles. Sócrates, Protágoras e Pródico de Ceos foram até o Liceu no século V a.C. para ensinar, debater e apresentar suas descobertas. Isócrates também ensinou retórica no Liceu no século IV a.C. Aristóteles retornou a Atenas em 335 a.C. e estabeleceu ali uma escola, em um dos prédios do Liceu, onde lecionou, escreveu a maior parte de seus livros e reuniu livros para a primeira biblioteca europeia documentada na história. Aristóteles sempre fora um colecionador de livros e a biblioteca cresceu com os exemplares que Alexandre lhe enviava. Ele também mandava espécimes vegetais e animais para que Aristóteles abrisse um museu. A biblioteca atraía muitos estudiosos, que se tornavam professores e realizavam pesquisas. Os alunos podiam estudar qualquer assunto disponível na época. Sua escola foi comparada a uma “fábrica” que formava profissionais de qualquer área.

## A escola e a biblioteca de Aristóteles
Em 335 a.C., Atenas passou ao domínio da Macedônia, e Aristóteles, então com 50 anos, retornou da Ásia. Ao voltar, Aristóteles começou a lecionar no Liceu pela manhã e fundou ali oficialmente uma escola chamada “O Liceu”. Após as aulas matutinas, frequentemente Aristóteles discursava pelo local para o público em geral, e compilações de suas palestras circulavam posteriormente em formato de manuscrito. O grupo de estudiosos que seguia a doutrina aristotélica ficou conhecido como os Peripatéticos, em referência ao hábito de Aristóteles de caminhar enquanto ensinava.
O foco principal de Aristóteles como professor era a pesquisa cooperativa, ideia que desenvolveu por meio de seu trabalho em história natural e a coleta sistemática de obras filosóficas para compor a biblioteca. Aos alunos eram atribuídos projetos de pesquisa histórica ou científica, parte de seus estudos. A escola também era administrada pelos próprios estudantes: a cada dez dias, elegia-se um novo administrador estudantil para trabalhar com a liderança, possibilitando que todos participassem por sua vez. Antes de retornar a Atenas, Aristóteles fora tutor de Alexandre da Macedônia, que se tornaria o grande conquistador Alexandre, o Grande.
Ao longo de suas conquistas, Alexandre enviava espécimes de plantas e animais para as pesquisas de Aristóteles, permitindo-lhe criar o primeiro zoológico e jardim botânico registrados. Suspeita-se também que Alexandre teria doado o equivalente a mais de 4 milhões de dólares para o Liceu. Em 322 a.C., Aristóteles foi obrigado a fugir de Atenas com a família quando a liderança política local se voltou contra os macedônios e, por suas obras que defendiam o domínio macedônio, acabou sendo um alvo. Ele passou a liderança do Liceu a Teofrasto e morreu naquele mesmo ano em Cálcis, próximo à sua cidade natal.

### História da biblioteca de Aristóteles
Teofrasto colocou em seu testamento uma cláusula deixando a biblioteca do Liceu — que naquele momento continha as obras dele, de Aristóteles e de alunos, além de textos históricos filosóficos e histórias da filosofia — para seu suposto discípulo Neleu. No entanto, os membros mais velhos do Liceu colocaram Estrato como novo líder, e ao se aposentar da escola, em meados do século III a.C., Neleu separou a biblioteca do Liceu e levou todos os livros para Skepsis, na Mísia. Neleu era especialista em Teofrasto e Aristóteles, e talvez Teofrasto esperasse que ele preparasse um catálogo dos 10 000 rolos de papiro. Ao menos alguns livros parecem ter sido vendidos à biblioteca de Alexandria. No século X, um catálogo da biblioteca revelou manuscritos de Teofrasto e Aristóteles que quase certamente vinham de Neleu. O restante parece ter sido escondido por sua família, conhecida pela ignorância.
A biblioteca desapareceu por séculos, até que alguém a teria comprado dos herdeiros de Neleu no século I a.C. e retornado à escola. Porém, quando Sula atacou Atenas, os livros foram enviados a Roma. Nessa viagem, cerca de um quinto das obras de Aristóteles perdeu-se e, portanto, não faz parte do conjunto aristotélico moderno. Ainda assim, o que restou de Aristóteles e do acervo foi organizado e editado para uso escolar entre 73 e 20 a.C., supostamente por Andrônico de Rodes, o décimo primeiro líder do Liceu. Desde então, as obras remanescentes foram traduzidas e amplamente difundidas, fornecendo grande parte do conhecimento moderno da filosofia antiga ocidental.

## O Liceu após Aristóteles
Como líder do Liceu, Teofrasto continuou os focos de Aristóteles em observação, pesquisa colaborativa e documentação histórica da filosofia, fazendo suas próprias contribuições à biblioteca, principalmente como primeiro organizador da botânica. Embora não fosse cidadão de Atenas (tendo conhecido Aristóteles em 340 a.C. na ilha de Lesbos), ele conseguiu comprar terras próximas ao ginásio do Liceu, bem como vários edifícios para abrigar a biblioteca e mais espaços de trabalho, em 315 a.C.. Teofrasto continuou seu próprio trabalho enquanto ensinava, demonstrando sua dedicação ao aprendizado e à educação ao deixar as terras do Liceu para seus colegas, a fim de prosseguirem os estudos de filosofia na tradição não privada da escola após sua morte.
A escola foi fechada por um ano (306 a.C.) quando todos os filósofos estrangeiros foram obrigados a sair de Atenas. Aparentemente, entrou em declínio por volta de 300 a.C. e se desintegrou por volta de 225 a.C., quando seu último estudioso certo, Lico de Trôade, morreu e deixou o Liceu, não para um líder específico, mas para todos os colegas. O Liceu caiu junto com o restante de Atenas em 86 a.C.
Há quem acredite que o Liceu foi refundado no século I d.C. por Andrônico de Rodes e voltou a florescer como escola filosófica no século II, continuando até os ataques dos Hérulos e Godos a Atenas em 267.

### Líderes do Liceu
Teofrasto chefiou o Liceu por 36 anos, entre a fuga de Aristóteles de Atenas em 322 a.C. e sua própria morte em 286 a.C.. Há certa especulação de que tanto Aristóteles quanto Teofrasto teriam sido enterrados nos jardins do Liceu, mas até agora nenhum túmulo foi identificado. Teofrasto foi sucedido por Estratão de Lâmpsaco, que permaneceu no cargo até 268. Lico de Trôade, possivelmente Aristo de Ceos, Critolau, Diodoro de Tiro e Erimneu foram os líderes seguintes. Andrônico de Rodes atuou como o décimo primeiro líder.

### Membros do Liceu
Em diferentes períodos da história do Liceu, diversos estudiosos e alunos caminharam pelos seus perípatos (peripatoi). Destacam-se Eudemo, historiador da matemática, Aristóxeno, que escreveu obras sobre música, e Dicearco, escritor prolífico em ética, política, psicologia e geografia. Além deles, menções honrosas incluem o historiador da medicina Meno, e Demétrio de Falério, que governou Atenas por um tempo. Demétrio liderou Atenas como representante de uma dinastia de 307 a.C.

## O Liceu de Aristóteles hoje
A localização do Liceu é: 37° 58′ 26,67″ N, 23° 44′ 36,61″ L.

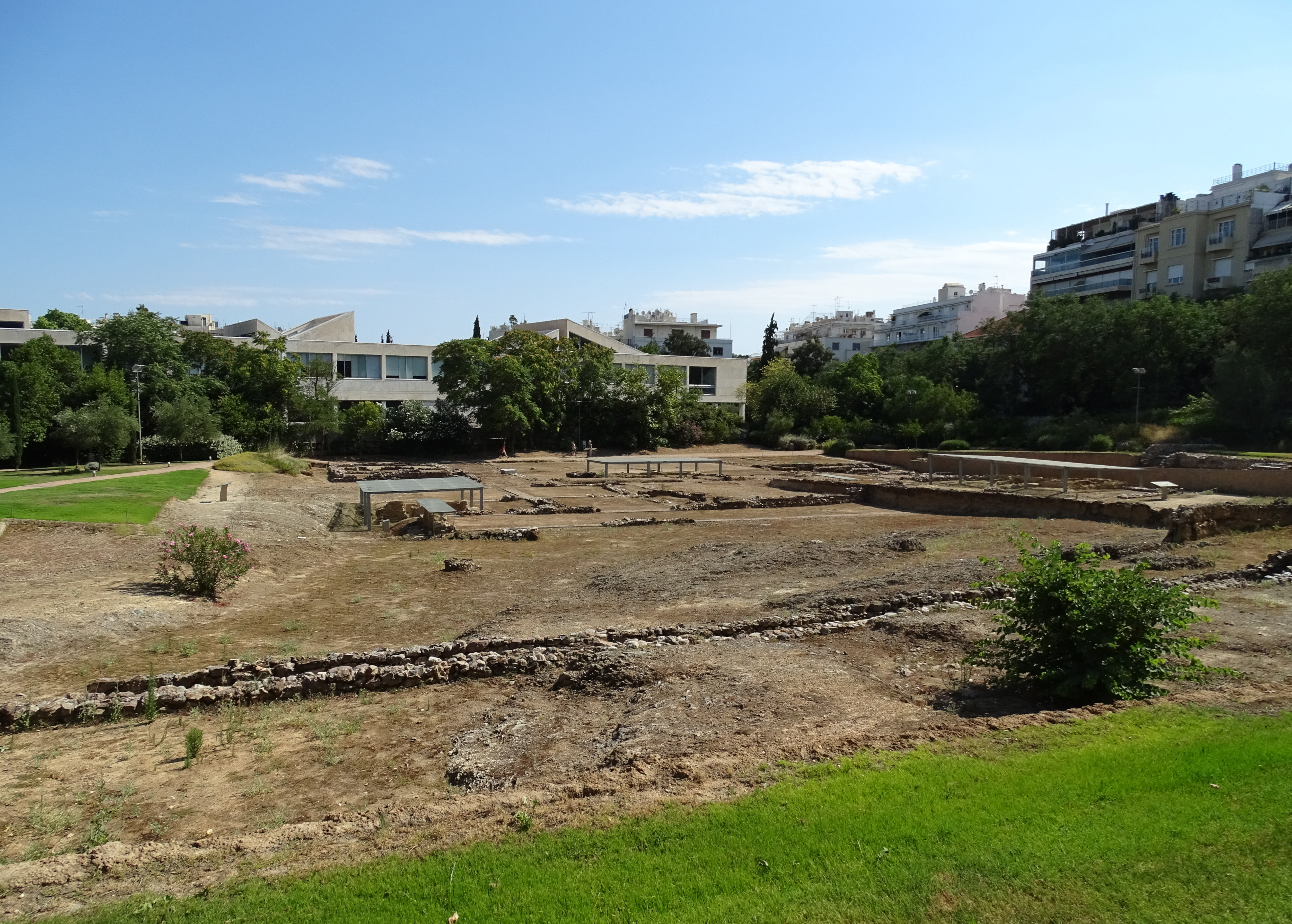
Local das escavações

Em 1996, durante escavações para abrir espaço ao novo Museu de Arte Moderna de Atenas, foram descobertos os vestígios do Liceu de Aristóteles. Relatos em obras antigas indicavam que o local situava-se pouco fora do limite oriental da Atenas antiga, perto dos rios Ilissos e Eridanos, e próximo ao monte Licabeto. O sítio de escavação fica no centro de Atenas, no cruzamento das ruas Rigillis e Vasilissis Sofias, ao lado do Museu da Guerra e do Conservatório Nacional. As primeiras escavações revelaram um ginásio e uma área de luta, mas trabalhos posteriores expuseram a maior parte do que se acredita ter resistido à erosão provocada pela drenagem e pelas construções vizinhas. Os prédios são indiscutivelmente do Liceu original, pois seus alicerces ficam na rocha e não há estratos inferiores. Ao perceber a importância da descoberta, planejou-se construir o Museu de Arte Moderna próximo dali para combiná-lo com um museu a céu aberto do Liceu, permitindo acesso fácil a ambos. Há projetos para instalar coberturas sobre os restos do Liceu, e a área foi aberta ao público em 2009.

### Citações
1. 1 2  Morison, William. «The Lyceum». Internet Encyclopedia of Philosophy. ISSN 2161-0002. Consultado em 23 de novembro de 2016
2. ↑  "Aristotle (384–322 B.C.E.)". Internet Encyclopedia of Philosophy. 2009.
3. 1 2 3  Morison, William (2006). «The Lyceum». Internet Encyclopedia of Philosophy. Consultado em 30 de outubro de 2009
4. ↑  «Aristotle's Lyceum opens to the public». Greece National Tourist Office. 2014. Consultado em 22 de novembro de 2016
5. 1 2  Stenudd, Stefan, "Aristotle: His Life, Time, and Work", Stennud. N.p., n.d. Web. 30 October 2009.
6. 1 2  Morison, William. «The Lyceum». Internet Encyclopedia of Philosophy: A Peer-Reviewed Academic Resource
7. ↑  Lynch, John Patrick (1972). Aristotle's School; a Study of a Greek Educational Institution. [S.l.]: University of California Press. p. 9. ISBN 978-0-520-02194-5
8. ↑  Morison, William. «Palaestrae». Internet Encyclopedia of Philosophy: A Peer-Reviewed Academic Resource
9. ↑  Gross, Charles G. (29 de junho de 2016). «Aristotle on the Brain». The Neuroscientist (em inglês). 1 (4): 245–250. doi:10.1177/107385849500100408
10. ↑  Isle, Mick (15 de dezembro de 2005). Aristotle: Pioneering Philosopher and Founder of the Lyceum. [S.l.]: The Rosen Publishing Group, Inc. p. 11. ISBN 978-1-4042-0499-7
11. 1 2 3 4 5 6 7  Lindberg, David C. (2007) [1992]. «4: Hellenistic Natural Philosophy». The Beginnings of Western Science 2nd ed. Chicago: University of Chicago Press. ISBN 978-0-226-48205-7
12. 1 2  «Aristotle». Foundations of Agricultural and Extension Education. Raleigh, North Carolina: NC State University College of Agriculture and Life Sciences. 2009. Consultado em 30 de outubro de 2009. Cópia arquivada em 25 de novembro de 2009
13. 1 2  "Aristotle's School" at the Portland State University Greek Civilization website, Portland State University, n.d. Web. 30 October 2009.
14. ↑  Báez, Fernando (2008). A Universal History of the Destruction of Books: From Ancient Sumer to Modern Iraq (em inglês). Traduzido por Mac Adam, Alfred J. New York: Atlas & Company. pp. 58–60. ISBN 978-1-934633-01-4
15. ↑  "Lyceum." Science in the Ancient World: An Encyclopedia. Santa Barbara: ABC-CLIO, 2004. Credo Reference. Web. 31 October 2009.
16. ↑  "Lyceum." The Cambridge Dictionary of Philosophy. Cambridge: Cambridge University Press, 1999. Credo Reference. Web. 30 October 2009.
17. ↑  «Lyceum of Aristotle in Athens to open to public as archaeological site». Consultado em 27 de outubro de 2011. Cópia arquivada em 2 de março de 2012